# Шишарин, Иннокентий Алексеевич
Инноке́нтий Алексее́вич Шиша́рин (род. 9 марта 1885 года в с.Покровское (Чебаки) Ачинского округа Енисейской губернии) — депутат Всероссийского Учредительного собрания от Томской губернии. Член Партии социалистов-революционеров с 1904 года.

## Биография
Иннокентий Шишарин родился в 1885 году в Ачинском уезде Енисейской губернии в семье мелкого чиновника. До 1896 года учился в Минусинском городском училище. После переезда семьи в Томск, с 1896 по 1903 год, учился в Томском реальном училище. В 1903 году поступил на механическое отделение Томского технологического института — окончил курс в 1913 году с званием инженера-механика. 

С 1913 по 1917 год работал на Кольчугинской железной дороге и Томской железной дороге. В июле 1917 года избран Томским Народным Собранием в Томский губернский исполнительный комитет. Был председателем Томской губернской земской управы, членом Томской городской думы. Был избран депутатом Всероссийского Учредительного собрания от Томской губернии. Участник заседания Всероссийского Учредительного собрания 5 (18) января 1918 в Таврическом дворце в Петрограде  .